# 鈴木菜々江
鈴木 菜々江（すずき ななえ、1992年5月12日 - ）は、日本の元プロボクサーである。千葉県市川市出身。シュウボクシングジム所属。元WBO女子世界アトム級王者。初代日本女子アトム級王者。

## 来歴
2016年3月1日、後楽園ホールにて関歩夢戦でデビューし、勝利。
7月15日、下岡由美子戦で初黒星。
9月21日、青木沙耶香にTKOで敗れ連敗。
12月13日、金子晴子を2回TKOで降し2勝目。
2017年3月15日、下岡由美子に判定勝利し雪辱を果たす。
9月1日、初代日本女子アトム級王座トーナメント準決勝で日向野知恵と対戦し判定勝利。
12月17日、初代日本女子アトム級王座決定戦として敵地福岡で葉月さなと対戦も引き分け。
2018年3月8日、後楽園ホールで葉月さなとのダイレクトリマッチを判定で制し初代日本女子アトム級王座を戴冠。シュウジム初のタイトルとなった。
8月20日、1位の荒瀬あかりとの指名試合に挑み、3-0判定で初防衛成功。
11月20日、青木沙耶香相手に2度目の防衛戦、判定勝ちで2度目の防衛と共に2年前の雪辱を果たした。
2019年3月13日、OPBF東洋太平洋王者松田恵里とのダブルタイトルマッチに挑むが、0-3判定で敗れ王座陥落。
9月12日、慶美奈代を判定で降し再起成功。
11月20日、東洋太平洋女子ミニマム級シルバー王者カニャラット・ヨーハンゴーに判定で勝利。
2020年3月17日、世界初挑戦として岩川美花が持つWBO女子世界アトム級王座に挑む予定だったが、新型コロナウイルス感染拡大の影響により3月中の国内プロボクシング興行がすべて中止・延期になったため、この試合も中止に。
9月26日、神戸市立中央体育館に変更して岩川と対戦するが、1-2（94－96、97－93×2）の僅差判定で敗れ王座獲得ならず。
10月15日、後楽園ホールにて岩川とダイレクトリマッチ予定だったが、岩川の負傷のため延期。
2022年2月25日、「Victoriva9」にて改めて岩川と対戦。2-1（96-94×2、94-96）判定で雪辱を果たしWBO女子世界アトム級王座奪取に成功。
9月1日、「Queens Crest2022」にて元WBC女子世界ミニマム級王者黒木優子を相手に初防衛戦。しかし、0-3（93-97、92-98×2）の判定で敗れ初防衛はならなかった。
2023年3月30日、後楽園ホールでの「VICTORIVA vol.11」にてWBO女子世界アトム級タイトルマッチとして黒木優子とのダイレクトリマッチで王座奪還を目指す。しつこく前に出るボクシングを続けるも0-3（94-96×2、93-97）の判定で敗れ返り咲きはならなかった。
9月1日付で引退届を提出。

## 戦績
- 18戦 11勝 1KO 6敗 1分

| 戦           | 日付           | 勝敗 | 時間 | 内容    | 対戦相手                   | 国籍 | 備考                                                        |
| ------------ | -------------- | ---- | ---- | ------- | -------------------------- | ---- | ----------------------------------------------------------- |
| 1            | 2016年3月1日   | ☆    | 4R   | 判定3-0 | 関歩夢(SRS)                | 日本 | プロデビュー戦                                              |
| 2            | 2016年7月15日  | ★    | 4R   | 判定1-2 | 下岡由美子(厚木ワタナベ)   | 日本 |                                                             |
| 3            | 2016年9月21日  | ★    | 3R   | TKO     | 青木沙耶香(EBISU)          | 日本 |                                                             |
| 4            | 2016年12月13日 | ☆    | 2R   | TKO     | 金子晴子(SRS)              | 日本 |                                                             |
| 5            | 2017年3月15日  | ☆    | 4R   | 判定2-0 | 下岡由美子(厚木ワタナベ)   | 日本 |                                                             |
| 6            | 2017年5月19日  | ☆    | 4R   | 判定3-0 | 内藤チサ(吉祥寺鉄拳8)      | 日本 |                                                             |
| 7            | 2017年9月1日   | ☆    | 6R   | 判定3-0 | 日向野知恵(S根本)          | 日本 | 初代日本女子アトム級王座決定トーナメント                    |
| 8            | 2017年12月17日 | △    | 6R   | 判定1-1 | 葉月さな(YuKO)             | 日本 | 日本女子アトム級王座決定戦                                  |
| 9            | 2018年3月8日   | ☆    | 6R   | 判定3-0 | 葉月さな(YuKO)             | 日本 | 日本女子アトム級王座決定戦                                  |
| 10           | 2018年8月20日  | ☆    | 6R   | 判定3-0 | 荒瀬あかり(ヨシヤマ)       | 日本 | 日本王座防衛1                                               |
| 11           | 2018年11月20日 | ☆    | 6R   | 判定3-0 | 青木沙耶香(EBISU)          | 日本 | 日本防衛2                                                   |
| 12           | 2019年3月13日  | ★    | 8R   | 判定0-3 | 松田恵里(10COUNT)          | 日本 | 日本・OPBF東洋太平洋女子アトム級タイトルマッチ 日本王座陥落 |
| 13           | 2019年9月12日  | ☆    | 8R   | 判定3-0 | 慶美奈代(真正)             | 日本 |                                                             |
| 14           | 2019年11月20日 | ☆    | 8R   | 判定3-0 | カニャラット・ヨーハンゴー | タイ |                                                             |
| 15           | 2020年9月26日  | ★    | 10R  | 判定1-2 | 岩川美花(姫路木下)         | 日本 | WBO女子世界アトム級タイトルマッチ                           |
| 16           | 2022年2月25日  | ☆    | 10R  | 判定2-1 | 岩川美花(姫路木下)         | 日本 | WBO女子世界アトム級タイトルマッチ                           |
| 17           | 2022年9月1日   | ★    | 10R  | 判定0-3 | 黒木優子(YuKO)             | 日本 | WBO女子陥落                                                 |
| 18           | 2023年3月30日  | ★    | 10R  | 判定0-3 | 黒木優子(YuKO)             | 日本 | WBO女子世界アトム級タイトルマッチ                           |
| テンプレート |                |      |      |         |                            |      |                                                             |

## 獲得タイトル
- 初代日本女子アトム級王座
- WBO女子世界アトム級王座（防衛0）